# Ringuite
O ringuite (ringgit), oficialmente ringuite malaio, é a unidade monetária da Malásia e está dividida em 100 cêntimos (sen).

## História
Em 12 de junho de 1967, o dólar malaio, emitido pelo novo banco central, o Banco Central da Malásia, substituiu o dólar malaio e o dólar britânico de Bornéu ao par. A nova moeda manteve todas as denominações de sua antecessora, exceto a denominação de $ 10.000, e também trouxe os esquemas de cores do antigo dólar. Ao longo das décadas seguintes, pequenas mudanças foram feitas nas notas e moedas emitidas, desde a introdução da moeda M$ 1 em 1967 até a desmonetização das notas de RM500 e RM1.000 em 1999.
Apesar do surgimento de novas moedas na Malásia, Singapura e Brunei, o Acordo de Intercambialidade ao qual os três países aderiram como membros originais da união monetária significava que o dólar malaio era trocável em paridade com o dólar de Singapura e o dólar de Brunei. Isso terminou em 8 de maio de 1973, quando o governo malaio se retirou do acordo. A Autoridade Monetária de Cingapura e o Conselho Monetário e Monetário de Brunei ainda mantêm a intercambialidade de suas duas moedas, a partir de 2021. O nome ringuite da Malásia foi introduzido em 1975.

### Crise financeira asiática e paridade cambial ao dólar americano (1997–2005)
Entre 1995 e 1997, o ringuite foi negociado como uma moeda de flutuação livre em torno de 2,50 para o dólar americano, mas após o início da crise financeira asiática de 1997, o ringuite testemunhou grandes quedas para menos de 3,80 MYR/USD no final de 1997 como resultado da fuga de capitais. Durante o primeiro semestre de 1998, a moeda flutuou entre 3,80 e 4,40 MYR/USD, antes que o Banco Central da Malásia agisse para atrelar o ringuite ao dólar americano em setembro de 1998, mantendo seu valor de 3,80 MYR/USD enquanto permanecia flutuando em relação a outras moedas. Além disso, o ringuite foi designado como não negociável fora da Malásia em 1998 para conter o fluxo de dinheiro para fora do país.
O ringuite perdeu 50% do seu valor em relação ao dólar americano entre 1997 e 1998, e sofreu uma depreciação geral em relação a outras moedas entre dezembro de 2001 e janeiro de 2005. Em 4 de setembro de 2008, o ringuite ainda não havia recuperado seu valor por volta de 2001.

Em 21 de julho de 2005, o Banco Central da Malásia anunciou o fim da paridade com o dólar americano imediatamente após o anúncio da China do fim da paridade do renminbi com o dólar americano. De acordo com o Banco Negara, a Malásia permite que o ringuite opere em um float administrado contra várias moedas importantes. Isso resultou no valor do ringuite subindo para mais perto de seu valor de mercado percebido, embora o Banco Central da Malásia tenha intervindo nos mercados financeiros para manter a estabilidade no nível de negociação do ringuite, uma tarefa facilitada pelo fato de que o ringuite foi indexado e permaneceu não negociável fora da Malásia desde 1998.